# Capão Bonito do Sul
Capão Bonito do Sul egy község (município) Brazíliában, Rio Grande do Sul állam északkeleti részén. 2021-ben becsült népessége 1628 fő volt.

## Története
Olasz bevándorlókról már a 19. századból vannak feljegyzések, a Bolsonelo, Scopel, Wegler családok voltak az első letelepedők. A gyér lakosságú vidéket 1954-ben alkerületté, 1980-ban pedig Lagoa Vermelha kerületévé nyilvánították Capão Bonito néven (ennek jelentése „gyönyörű liget”, és a délfenyőligetekre utal). 1996-ban függetlenedett Capão Bonito do Sul néven és 2001-ben önálló községgé alakult.

## Leírása
Székhelye Capão Bonito do Sul, második kerülete Barretos. Távolsága Porto Alegretől 215 km. Agrárközség, jellemző terményei a szója, kukorica, bab, búza, kiwi, yerba mate, repce, az állattenyésztést illetően pedig a juh és a tejelő szarvasmarha. Látványosságai közé tartozik a Rio Rathiel vízesése, a Raiar do Sol horgásztanya, a João Lindolfo Bolsonello rendezvénypark. A város a Texel, Dorper, Suffolk, Île-de-France, Hampshire Down, Santa Inês juhfajták tenyésztésének regionális referenciája, jelenleg több mint 50 kereskedelmi tenyésztővel. Minden évben megrendezik a községben már hagyományosnak számító juhvásárt.